# Trochosa beltran
Trochosa beltran este o specie de păianjeni din genul Trochosa, familia Lycosidae. A fost descrisă pentru prima dată de Mello-leitão în anul 1942. Conform Catalogue of Life specia Trochosa beltran nu are subspecii cunoscute.